# Harold Barlow
Pour l’article homonyme, voir Harold Barlow (homonymie).
Harold Sibthorpe Barlow est un joueur de britannique tennis né le 5 avril 1860 à Hammersmith, Londres et décédé le 16 juillet 1917 à Kennington, Londres. Il a remporté Wimbledon en double.

## Carrière
Barlow participa à Wimbledon quasiment tous les ans durant les années 1880 et 1890. À la suite de ses deux défaites en finales alors qu'il était à chaque fois bien partit pour s'imposer, il devint un symbole de la malchance mais aussi du parfait gentleman. Il atteint donc deux années de suite la all comer's finale de Wimbledon. Dans la première il a eu cinq balles de matchs à 6-3, 7-5, 5-2 puis une à 6-3, 7-5, 6-8, 7-6 et enfin il a mené 6-3, 7-5, 6-8, 8-10, 5-0 et après avoir encaissé 5 jeux de suite 6-3, 7-5, 6-8, 8-10, 6-5 pour finalement s'incliner 3–6, 5–7, 8–6, 10–8, 8–6. Le vainqueur William Renshaw bat ensuite son frère Ernest Renshaw dans le Challenge Round. L'année suivante il mène deux set à zero et perd le match, dans la cinquième manche à 5 jeux partout son adversaire remporte huit points de suite et gagne le match 2–6, 6–4, 6–4, 4–6, 7–5.

## Palmarès

### Titres en simple
- 1891 Cardiff : bat Harold Mahony
- 1891 Queen's : bat Joshua Pim
- 1895 Beckenham : Horace Chapman
- 1895 Queen's : bat Manliff Goodbody
- 1897 Pitlochry : bat Clement Cazalet

### Finales en simple
- 1888 Eastbourne : perd contre Arthur Ziffo
- 1894 Queen's : perd contre Harold Mahony

### Titres en double
|   | Date | Nom et lieu du tournoi       | Cat.      | ($) | Surf.        | Partenaire   | Finalistes                        | Score              |
| 1 | 1892 | The Championships, Wimbledon | G. Chelem |     | Herbe (ext.) | Ernest Lewis | Herbert Baddeley Wilfred Baddeley | 4-6, 6-2, 8-6, 6-4 |

### Finales de double perdues
|   | Date | Nom et lieu du tournoi       | Cat.      | ($) | Surf.        | Vainqueurs                        | Partenaire     | Score                   |
| - | ---- | ---------------------------- | --------- | --- | ------------ | --------------------------------- | -------------- | ----------------------- |
| 1 | 1893 | The Championships, Wimbledon | G. Chelem |     | Herbe (ext.) | Joshua Pim Frank Stoker           | Ernest Lewis   | 4-6, 6-3, 6-1, 2-6, 6-0 |
| 2 | 1894 | The Championships, Wimbledon | G. Chelem |     | Herbe (ext.) | Herbert Baddeley Wilfred Baddeley | Charles Martin | 5-7, 7-5, 4-6, 6-3, 8-6 |

## Référence
1. ↑  Martin Hedges, The Concise Dictionary of Tennis, Mayflower Books Inc, New-York 1978